# 征天水库
征天水库，位于中华人民共和国浙江省诸暨市东部的一座中型水库，1960年建成。水库大坝位于枫桥镇大干溪村西北大冈溪出口处，左坝段为新墙坝，右坝段为均质坝，坝高24.5米，坝顶长241米。总库容1253万立方米，控制流域面积13.4平方千米。水库以灌溉为主，可灌溉农田1520公顷。